# Un garçon parfait
Un garçon parfait (titre original en allemand : Ein perfekter Kellner) est un roman en langue allemande de l'écrivain suisse Alain Claude Sulzer publié originellement en 2004. La traduction en français paraît le 2 avril 2008 aux éditions Jacqueline Chambon et reçoit la même année le prix Médicis étranger.

## Résumé
Septembre 1966, Ernest reçoit une lettre de New York. Elle va réveiller en lui le douloureux souvenir d’une passion de jeunesse. Il se souvient de Jacob rencontré en 1935 dans un palace à Giessbach, en Suisse. Tous deux travaillent alors comme garçons de salle et côtoient des clients fortunés. L’un des clients est écrivain, célèbre, il fuit l’Allemagne et entraîne Jacob avec lui aux États-Unis.

## Réception critique
Pour Télérama, ce roman place l’action dans l’atmosphère désuète et figée d’un vieil hôtel, et l’auteur évoque l’exil de Thomas Mann.

## Éditions
- éditions Jacqueline Chambon, 2008  (ISBN 2742774009)
- Actes Sud, coll. « Babel » no 116, 2012  (ISBN 978-2-330-00660-0)